# Montestí
El Montestí és una serra situada als municipis de Mieres i Santa Pau a la Garrotxa, amb una elevació màxima de 686 metres.